# Osage Beach
Osage Beach – miasto w Stanach Zjednoczonych, w stanie Missouri, w hrabstwie Camden.